# Epiplema leucosema
Epiplema leucosema är en fjärilsart som beskrevs av Turner 1911. Epiplema leucosema ingår i släktet Epiplema och familjen Uraniidae. Inga underarter finns listade i Catalogue of Life.